# Glomera flammula
Glomera flammula är en orkidéart som beskrevs av Rudolf Schlechter. Glomera flammula ingår i släktet Glomera och familjen orkidéer. Inga underarter finns listade i Catalogue of Life.